# 10626 Zajíc
10626 Zajíc là một tiểu hành tinh vành đai chính với chu kỳ quỹ đạo là 1501.3959229 ngày (4.11 năm).
Nó được phát hiện ngày 10 tháng 1 năm 1998 bởi L. Sarounová ở Ondrejov. Nó được đặt theo tên Jan Zajíc (b. 1910), founder và long-time director of the Vlasim observatory in the Czech Republic.